# Полярная станция «Зебра» (фильм)
«Полярная станция „Зебра“» (англ. Ice Station Zebra) — художественный фильм, драма, триллер режиссёра Джона Стёрджеса, снятый по мотивам одноимённого романа Алистера Маклина. Роман и фильм частично основаны на реальных событиях времён холодной войны.
Картина получила сдержанную оценку критики. Среди положительных сторон картины документальный подход и высокое качество съёмок в первой части, связанной с подводным путешествием к Северному полюсу. Положительных отзывов заслужил саундтрек картины, написанный Мишелем Леграном. Весьма низко была оценена вторая часть картины, с очень слабым качеством визуальных эффектов и невнятной концовкой. Последняя в серии лент, снятых на 70 мм плёнку в технологии Super Panavision для проката в сети кинотеатров Cinerama. Две номинации на премию «Оскар».

## Сюжет
В первых кадрах картины спутник входит в атмосферу и сбрасывает капсулу. Она приземляется в Арктике, примерно в 500 км от северного полюса. Некий человек находит капсулу и забирает с собой.
Капитан АПЛ TigerFish ВМФ США Джеймс Феррадей получает приказ командования отправиться на поиски дрейфующей станции «Зебра». Метеостанция Великобритании несколько дней назад стала посылать в эфир сигналы бедствия. Непрекращающийся шторм мешает провести операцию спасения с воздуха. К экипажу подлодки присоединяется агент MI6 Джонс и подразделение морских пехотинцев. Уже в море на подлодку вертолётом доставляют командира пехотинцев капитана Андерса и агента Васлова, перебежчика из СССР. Подлодка, вышедшая из Шотландии, достигает точки, где в последний раз выходила на связь «Зебра», и пытается всплыть, пробив толстый лёд взрывом торпеды. Однако неизвестный вывел из строя торпедный аппарат и лодка теряет плавучесть, приняв много забортной воды. С трудом команда и капитан предотвращают гибель корабля и поднимают на поверхность.
Лодке удаётся найти место с относительно тонким льдом и всплыть. Спасательная команда высаживается на лёд и в условиях жестокого шторма находит неподалёку станцию Зебра. Как оказывается, станция пострадала от взрыва и пожара. Многие полярники погибли, а выжившие с трудом могут объяснить происшедшее. Джонс начинает безуспешно искать что-то в помещениях станции и открывает капитану суть своей миссии. Советский спутник-шпион отклонился от обычной орбиты и перешёл на полярную. В результате пришлось сбросить капсулу с отснятой фотоплёнкой в районе Северного полюса, недалеко от станции «Зебра». Советский шпион проник на «Зебру», овладел капсулой, но погиб во время взрыва. Уникальная плёнка, снятая украденной в США технологией, с новой оптикой и фотоэмульсией даёт на порядок более высокое разрешение наземных объектов. Правительство США не может допустить того, что плёнка попадёт в СССР.
Погода улучшается. Джонс находит радиопеленгатор, при помощи которого можно найти капсулу. Васлов, оказавшийся советским агентом, ранит Джонса и, затем, убивает Андерса, попытавшегося прийти на помощь. Капитан Феррадей, подозревающий Васлова в измене, тем не менее, позволяет ему найти капсулу среди льдов. Тем временем, в районе станции «Зебра» высаживаются советские парашютисты, во главе с полковником Островским. Они требуют вернуть советскую собственность, угрожая взорвать капсулу, снабжённую радиоуправляемой миной. Феррадей позволяет Васлову, знающему секрет капсулы, достать из неё плёнку и пытается передать русским пустую капсулу. Обман раскрывается, и настоящую кассету с плёнкой приходится вернуть. Васлов в перестрелке и схватке с оказавшимся живым Джонсом погибает. Выясняется, что Феррадей нашёл ещё один пульт дистанционного управления миной, который был у советского шпиона, взорвавшего до этого станцию Зебра. Феррадей нажимает на кнопку и удалённо уничтожает плёнку.
В концовке новостные агентства передают весть о спасении британских полярников в результате совместной советско-американской операции.

## В ролях
- Рок Хадсон — Джеймс Феррадей
- Эрнест Боргнайн — Борис Васлов
- Патрик Макгуэн — Дэвид Джонс
- Джим Браун — капитан Лесли Андерс
- Тони Билл — Рассел Уолкер
- Ллойд Нолан — адмирал Гарви
- Альф Кьелин — полковник Островский
- Джонатан Голдсмит — русский шпион
- Джед Аллан — Питер Костиган
- Маррей Роуз — лейтенант Миллс
- Джералд С. О’Лофлин — Боб Рейборн
- Тед Хартли — Джонатан Хансен
- Рон Масак — Пол Забринцки
- Майкл Майклер — лейтенант Картрайт

## История создания
В 1961 году роман Алистера Маклина «Пушки острова Наварон» стал бестселлером и в 1963 году был успешно экранизирован. В этом же году продюсер Мартин Рансохов приобрёл права на экранизацию следующего романа писателя «Полярная станция „Зебра“». В основу романа были положены реальные события, в частности программа запуска спутников-шпионов «Corona». Потеря капсулы со спутника Discoverer и возможное её обнаружение представителями советской разведки, вызывали значительный резонанс в ходе холодной войны.
Съёмки должны были начаться в апреле 1965 года. В главных ролях были задействованы Грегори Пек и Дэвид Нивен. Сразу после начала производства картины его пришлось отложить в связи с проблемами с Министерством обороны США. Ведомство не одобрило сценарий и отказалось помочь с консультациями и техникой. В Пентагоне были серьёзно обеспокоены потерей престижа военно-морских сил, после широко известной аварии на лодке Трэшер.
Кроме того у картины возникли сложности другого рода со сценарием. Его первый вариант написал Пэдди Чаефски и в нём присутствовала эффектная концовка в духе «Десяти негритят». Однако развязка была настолько трагической, что продюсер не решился воплотить её на экране. После циничного антивоенного фильма «Американизация Эмили» Мартин Рансохофф и Пэдди Чаефски вообще имели не самую лучшую репутацию в военном ведомстве. Имя Пэдди впоследствии пришлось убрать из списка сценаристов.

## Производство
В результате всех перипетий пришлось полностью переписать сценарий, и он далеко отошёл от сюжета книги. Исправленный сценарий снова послали в Пентагон, но создатели не получили никакого ответа. Тогда руководство кинокомпании MGM распорядилось снимать картину с поддержкой военного ведомства или без неё. В итоге съёмочной группе всё же удалось получить помощь от ВМФ. Четыре дня они проводили съёмки на военной базе ВМФ США в Сан-Диего и получили возможность ознакомиться с интерьерами атомной подводной лодки. В съёмках была использована дизельная подводная лодка USS Ronquil (SS-396). В частности на ней прошли съёмки технически сложного эпизода с десантированием подразделения морских котиков на борт лодки с вертолёта. Помощник оператора картины Джон Стивенс разработал специальную подвеску камеры, для того чтобы запечатлеть реальное погружение подводной лодки.
Картина снималась в технологии Super Panavision на 70 мм цветную плёнку. Съёмки прошли с июня по октябрь 1967 года и заняли 19 недель. Из-за почти двухлетней задержки полностью сменился актёрский ансамбль, и главные роли исполнили Рок Хадсон и Эрнст Боргнайн. В полностью мужской команде исполнителей были заняты известные актёры, а также знаменитые спортсмены: Джим Браун и Маррей Роуз.
Большей частью картина снималась в павильонах калифорнийской студии MGM в Калвер-Сити. Некоторые сцены оказались опасными для жизни. Патрик Макгуэн в ходе работы над сценой затопления отсека мог утонуть. Его застрявшую ногу едва успели вытащить. В фильме широко использовались специальные эффекты. Для некоторых сцен использовались миниатюрные модели подводных лодок. Для съёмок высадки парашютистов частично использовалась рирпроекция. Для воссоздания интерьера подводной лодки в студии построили 6 её отсеков, с гидравлическими приводами под полом, дающими имитацию качки с отклонением до 23° .

## Окончание работ и прокат

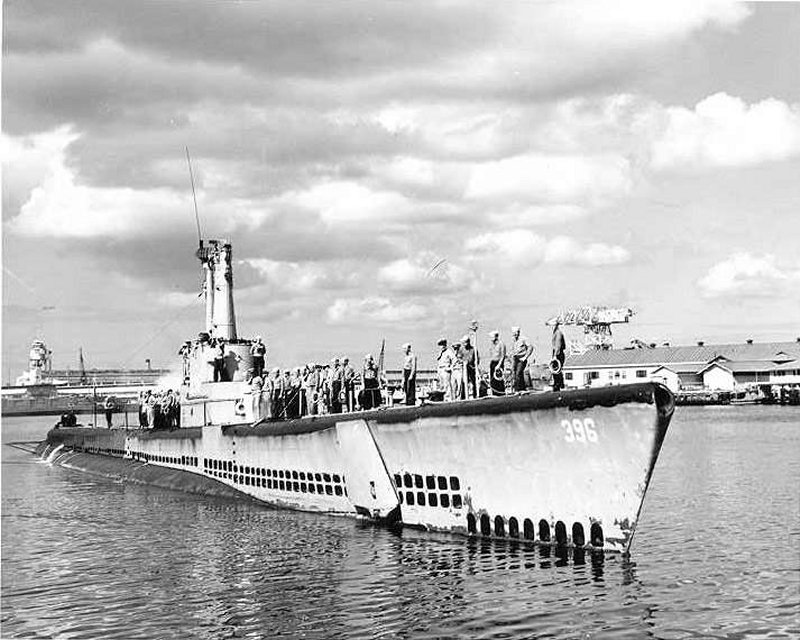
В съёмках использовалась подводная лодка ВМФ США USS Ronquil (SS-396)

Премьера картины в Нью-Йорке состоялась 20-го декабря 1968 года, в кинотеатре Cinerama Theatre.
Планировалось, что дорогостоящая картина станет флагманом проката всей линейки картин MGM на 1969 год, однако её финансовые успехи оказались скромными. Данные по прокату картины противоречивы. Источники сообщают о $4,6 млн в прокате США и Канады. По другим данным прокат картины составил от $5 млн до $10 млн в 1969 году. Имеются данные о том, что картина в итоге была успешна в прокате и вышла на показатели окупаемости.
Частично прокат картины происходил в системе roadshow (en), с предварительным резервированием билетов. «Полярная станция „Зебра“» стала последней картиной демонстрировавшейся в сети кинотеатров Cinerama (однопроекторная схема), технологии существовавшей с 1953 по 1968 год. Постепенное закрытие сети кинотеатров Cinerama в США также неблаготворно сказалось на кассе картины.
Специалисты положительно отозвались о визуальной стороне картины, впрочем в номинации на премию «Оскар» в категории специальные эффекты, картина не имела никаких шансов в борьбе с вышедшим в то же время и в той же технологии Super Panavision фильмом Кубрика «Космическая одиссея 2001 года».

## Критика
Картина получила весьма сдержанные отзывы. Она вышла достаточно документальной, и острые углы в сложных отношениях СССР и США времён холодной войны в ней срезаны. Большинство специалистов невысоко отозвались об атмосфере и настроении ленты. Хотя формально она относится к жанру политического триллера, её конфликт не волнует зрителя, а развязка в финале банальна и лишена напряженности.
Журнал Variety отметил реалистичность и точность в технических деталях и жаргоне моряков. Высокую оценку заслужила романтическая музыка Мишеля Леграна. Гленн Эриксон (ресурс DVD Savant) в своей рецензии выделил подводное путешествие в первой половине фильма как его лучшую часть. Дальнейшие приключения на станции и развязка не производят никакого впечатления. Проблемы фильма начались ещё со сценария, в котором никак не раскрыт потенциал заложенный в книге. Роджер Эберт назвал работу Стёрджеса тупой и скучной. Критик очень низко отозвался об актёрских работах, назвав игру Хадсона «деревянной», а «русский» акцент Боргнайна режущим слух. Винсент Кэнби (New York Times) из положительных сторон отметил только финальные титры картины о совместной советско-американской спасательной кампании, содержащие изрядную долю сарказма. Ключевая сцена, в которой предатель Васлов просит Андерса ударить себя ледорубом, лишена логики. Какую мысль заложили в этой сцене создатели картины, понять невозможно.
Высокое качество и разрешение 70 мм плёнки, как ни странно, сыграло злую шутку с создателями картины. Критик Хейс отметил, что ленту имело смысл выпустить в формате телевизионного фильма. Слабое качество специальных эффектов, искусственность происходящего на экране часто бросалась в глаза. Сцена с десантированием из советских самолётов выглядела настолько нелепо, что публика в кинотеатрах не сдерживала смех. Вся вторая часть картины, связанная с событиями на станции, снималась в павильоне, на фоне плохо прорисованных задников. Всё это не способствовало визуальной привлекательности и достоверности мизансцены. Фильм полон ляпов. У героев даже не идёт пар изо рта, хотя дело происходит в Арктике на открытом воздухе.

«Полярная станция „Зебра“» настолько плоская и предсказуемая картина, что даже непонятно, чем собирались заинтересовать зрителей её создатели. Если бы это был рядовой триллер на субботний вечер, то это можно было бы понять. Однако картину растянули в формат roadshow, загрузив массой фальшивых трюков и намеков.
Оригинальный текст (англ.)"Ice Station Zebra" is a movie so flat and conventional that its three moments of interest are an embarrassment. If this had been a routine Saturday-afternoon thriller, it might have been fun. But it's been stretched out to roadshow length and loaded down with lots of gimmicks to conceal the thinness of the story.
— Роджер Эберт

## Награды и номинации
- 1969 — номинация на премию «Оскар»
  - лучшие визуальные эффекты — Хэл Миллар, Дж. МакМиллан Джонсон
  - лучшая работа оператора — Дэниел Л. Фэпп

## Значение и память
Как считается, миллиардер Говард Хьюз во второй половине жизни страдал психическим расстройством. Одним из его проявлений стала одержимость просмотром фильма «Полярная станция „Зебра“». Известно, что он оборудовал в пентхаузе отеля, в котором жил, домашний кинотеатр и пересмотрел картину более 150 раз. По мнению Поля Вирильо, который исследовал этот феномен, в бесконечном просмотре одной ленты проявилось своеобразное бегство от реальности в вымышленный мир, которое привело к распаду личности.
Исходный киноматериал и музыка из картины были использованы в различных сериалах и фильмах: «Подъём из глубины», сериал Парень на шесть миллионов, картина «Никогда не говори „никогда“».
В 2005 году картина была издана на DVD. Фильм на DVD сохраняет исходное соотношение сторон 2.20:1. Издание включает довольно скудную подборку дополнительных материалов. Сохранился только небольшой документальный фильм, из серии «за кадром» «The Man Who Makes the Difference». Он рассказывает о постановке трюковых сцен и незаурядной операторской работе Джона Стивенса в картине.
В 2012 году стало известно, что Кристофер Маккуорри собирается поставить ремейк картины.
В сериале «Во все тяжкие» присутствует трастовый фонд Сола Гудмана «Полярная станция „Зебра“». В приквеле «Лучше звоните Солу» главные герои Сол Гудман и его подруга смотрят фильм «Полярная станция „Зебра“» и намереваются создать этот фонд в будущем.

## Комментарии
1. ↑  Сообщаются координаты станции: 27° западной долготы 87° северной широты, на 6′ 30″ в DVD версии фильма
2. ↑  Cinerama представляла собой технологию широкоформатного кино с сети кинотеатров со специально построенными под неё залами. Некоторые фильмы могли быть показаны только в таких залах, но «Полярная станция „Зебра“» могла быть продемонстрирована в сети с обычной однопроекторной системой.